# Pounamu
A pounamu az Új-Zélandon, a Déli-szigeten található különböző féldrágakövek maori nyelvű gyűjtőneve. A helyi angol nyelven köznapi nevük greenstone (zöld kő). A pounamu legtöbbször jáde, de lehet szerpentinkő vagy antigorit (bowenite) is.

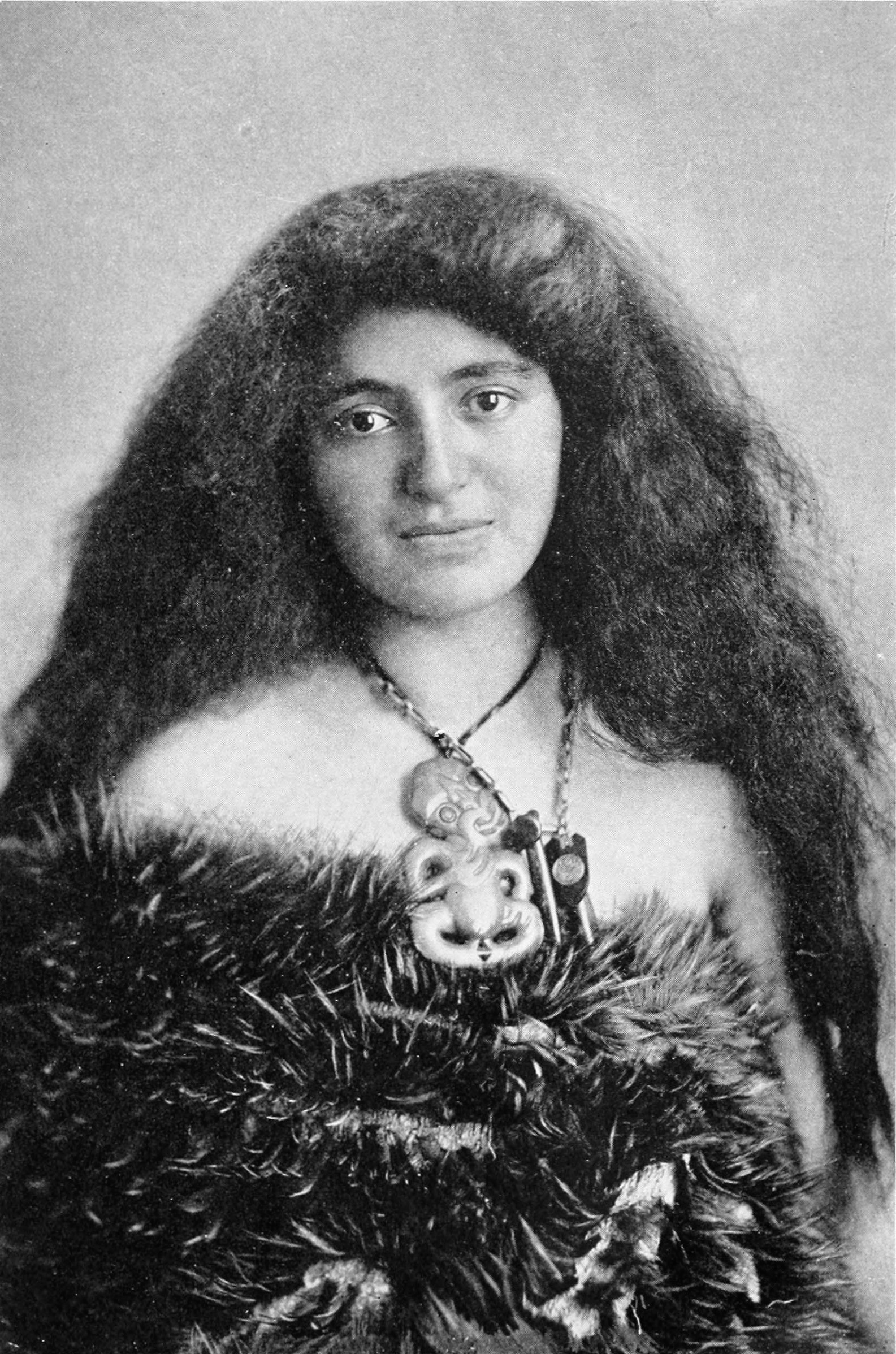
Maori asszony a 20. század elején kiwitollból készült ruházatban, pounamu függővel

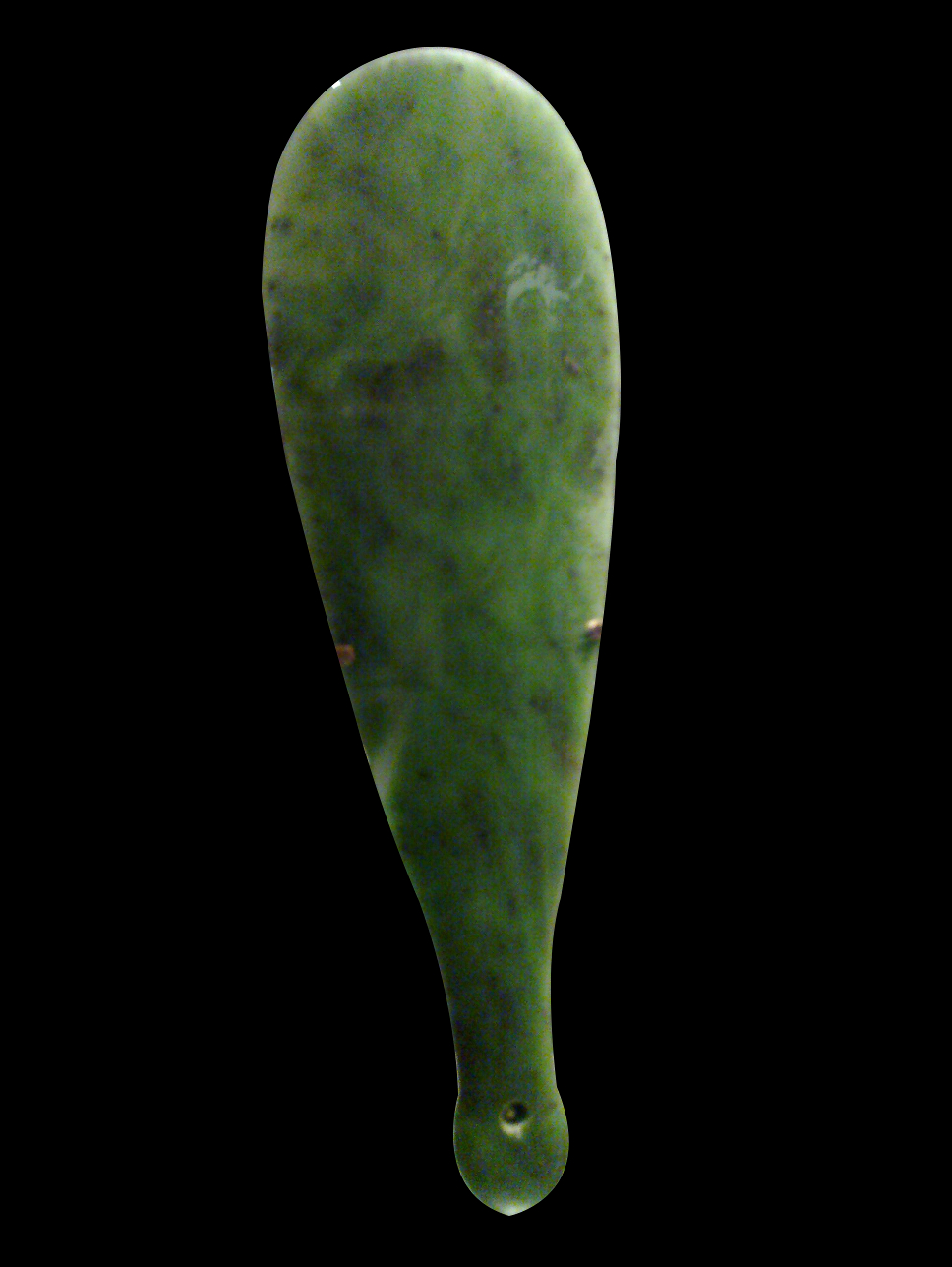
Punamu kőből készült mere, díszfegyver

A pounamu kő nagy szerepet játszik a maori kultúrában, számos legenda fűződik hozzá. Ebből készítették a törzsfőnökök szertartási fegyverét, a merét is. Modern ékszerként is népszerű.

## Fordítás
Ez a szócikk részben vagy egészben a Pounamu című angol Wikipédia-szócikk ezen változatának fordításán alapul.  Az eredeti cikk szerkesztőit annak laptörténete sorolja fel. Ez a jelzés csupán a megfogalmazás eredetét és a szerzői jogokat jelzi, nem szolgál a cikkben szereplő információk forrásmegjelöléseként.